# Money Can't Buy
Money Can't Buy là một đêm nhạc cố định tổ chức vào ngày 15 tháng 11 năm 2003 tại nhà hát Hammersmith Apollo, Luân Đôn để quảng bá album phòng thu thứ 9 Body Language của nữ nghệ sĩ thu âm người Úc Kylie Minogue. Tựa đề của đêm diễn được đặt do không bán vé công khai mà chỉ có khách mời đến dự chương trình. William Baker và Alan MacDonald lần lượt là đạo diễn sáng tạo và nghệ thuật của chương trình, trong khi Michael Rooney và Steve Anderson tham gia trong vai trò cải biên vũ đạo và nhạc khí. Chương trình thuê lại hệ thống sản xuất màn hình Barco để cung cấp màn hình LED làm phông nền cho những màn trình diễn của Minogue. Cô thay 5 trang phục khác nhau trong chương trình kéo dài 75 phút, với toàn bộ chi phí dàn dựng của đêm diễn là 1 triệu bảng Anh.
Minogue ưu tiên trình diễn các bài hát từ Body Language trong chương trình, mặc cho những bài hát từ các album khác vẫn được xuất hiện. Đêm nhạc chia làm 4 màn: "Paris by Night", "Bardello", "Electro" và "On Yer Bike". Các ý kiến đánh giá đến đêm diễn hầu hết là tích cực, với những lời khen ngợi về hình ảnh và ảnh hưởng từ Paris và thập niên 1980. Chương trình được truyền dữ liệu trực tiếp trên AOL.com và trình chiếu trên kênh truyền hình ITV1 và Network Ten vài ngày sau đó. Đêm nhạc còn ghi hình và phát hành dưới dạng DVD với tên gọi Body Language Live vào ngày 12 tháng 7 năm 2004, lần lượt đạt chứng nhận Bạch kim và Vàng tại Úc và Anh Quốc.

## Bối cảnh và sản xuất
Sau thành công toàn cầu của album phòng thu thứ 8 Fever, Minogue bắt tay thực hiện album phòng thu thứ 9 Body Language. Với mong muốn sáng tạo một album dance-pop lấy cảm hứng từ nhạc điện tử thập niên 1980, Minogue tập hợp một nhóm cộng tác viên như Cathy Dennis, Dan Carey, Emiliana Torrini, Johnny Douglas và Mantronix. Để quảng bá cho Body Language, một đêm nhạc cố định tổ chức tại nhà hát giải trí Hammersmith Apollo, Luân Đôn vào ngày 15 tháng 22 năm 2003 - hai ngày trước khi phát hành album.
Trong chương trình, Minogue hợp tác cùng đạo diễn sáng tạo William Baker và đạo diễn nghệ thuật Alan MacDonald. Baker và MacDonald đã từng hợp tác cùng cô trong chuyến lưu diễn KylieFever2002. Phần cải biên âm nhạc do Steve Anderson đảm nhận, trong khi được Michael Rooney thực hiện phần biên đạo. Chương trình sử dụng hệ thống sản xuất màn hình Barco để cung cấp màn hình LED rộng 100 mét vuông làm phông nền cho những màn trình diễn của Minogue. Chúng từng được dùng để chiếu hoạt hình và hình ảnh phân giải cao. Minogue mặc 5 trang phục do các nhãn hiệu thời trang Chanel, Balenciaga hay Helmut Lang thiết kế trong chương trình kéo dài 75 phút. 12 vũ công và một ban nhạc đầy đủ cũng xuất hiện để hỗ trợ Minogue. Sức chứa của chương trình có giới hạn tới khoảng 4000 khán giả và toàn bộ chi phí dàn dựng của chương trình là 1 triệu bảng Anh.
Đêm nhạc mang tên "Money Can't Buy" vì không bán vé công khai mà chỉ có khách mời đến dự chương trình. Ngoài ra, Minogue còn tặng hai vé cho Hiệp hội Quốc gia về Phòng chống bạo lực với trẻ em (NSPCC). Những chiếc vé này được bán đấu giá tại đêm từ thiện cho chiến dịch xã hội "Full Stop". Tờ Sydney Morning Herald cảm thấy bất ngờ khi Minogue quyết định trình diễn trong bối cảnh "thân tình", trong lúc cô từng có những chuyến lưu diễn tại các khán đài lớn trong quá khứ. Các tờ báo còn đưa ra sự so sánh với quyết định trình diễn quy mô nhỏ của Madonna tại Brixton Academy, Luân Đôn vào năm 2000. Trước buổi diễn, Minogue chủ trì một hội nghị họp mặt truyền thông và thảo luận về việc triển khai Money Can't Buy, chia sẻ rằng "Mọi thứ khá căng thẳng. Tôi cố gắng trông thật bình tĩnh nhưng phải trải qua vài tuần mãnh liệt để đến được ngày hôm nay. Sẽ có một vài bài hát trước đây [trong danh sách bài hát], nhưng không quá xưa. Chúng tôi sẽ nhẹ nhàng quay trở lại thời gian cũ. Lúc nào cũng rất khó để chọn bài hát từ album mới và những gì sẽ hiệu quả."

## Tóm tắt đêm diễn

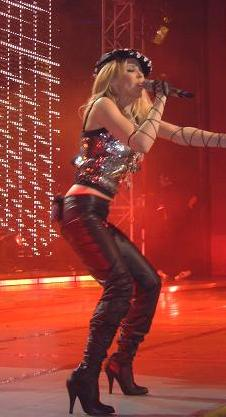
Minogue trình bày "Love at First Sight", bài hát hạ màn đêm diễn.

Đêm diễn chia làm 4 màn: "Paris By Night," "Bardello," "Electro," và "On Yer Bike." Màn "Paris By Night" mở đầu bằng bài hát "Still Standing" trích từ Body Language, khi Minogue trình bày trên chiếc bục đen cao 8 mét treo trên không. Cô tiếp tục hát trong khi chiếc bục dần hạ xuống sân khấu. Màn trình diễn tiếp nối bởi "Red Blooded Woman", một bài hát khác từ Body Language. Màn trình diễn "On a Night Like This" lấy cảm hứng từ vở nhạc kịch Singin' in the Rain năm 1952 và có bao gồm "các vũ công xoay chuyển những chiếc ô đỏ óng ánh trên nền mưa xuất hiện trên màn hình LCD." Trong màn này, Minogue diện một chiếc áo nịt sọc trắng đen và chiếc áo nịt hông cùng quần đen lấy cảm hứng từ Brigitte Bardot. Hình ảnh tháp Eiffel và Notre Dame de Paris cũng xuất hiện trong phông nền LCD trong lúc cô trình bày.
Màn "Bardello" mở đầu bằng bản phối giữa đĩa đơn 1998 của Minogue, "Breathe" và "Je t'aime... moi non plus", một bài hát song ca tiếng Pháp năm 1969 của Serge Gainsbourg và Jane Birkin. Đêm diễn tiếp tục bằng bài hát "After Dark" và "Chocolate" từ Body Language. "Các biểu tượng Nhật Bản" xuất hiện trên màn hình LCD trong tiết mục "Can't Get You Out of My Head", là bài hát đầu tiên của màn "Electro". Các vũ công diện những trang phục lấy cảm hứng bởi các nô lệ, trong khi thực hiện "những cú hít đất cứng nhắc" trong điệu nhảy. Minogue lần nữa trình diễn hai bài hát từ Body Language, "Slow" và "Obsession", trước khi kết thúc màn diễn cùng "In Your Eyes". Trong màn diễn "On Yer Bike" cuối cùng, Minogue xuất hiện khi đang tựa vào một chiếc xe mô-tô và mặc một bộ quần áo trắng. Sau đó, cô trình bày "Secret (Take You Home)" và "Spinning Around". Sau lần thay phục trang cuối cùng, Minogue kết thúc chương trình cùng "nhịp disco hân hoan" của "Love at First Sight".

## Đánh giá chuyên môn

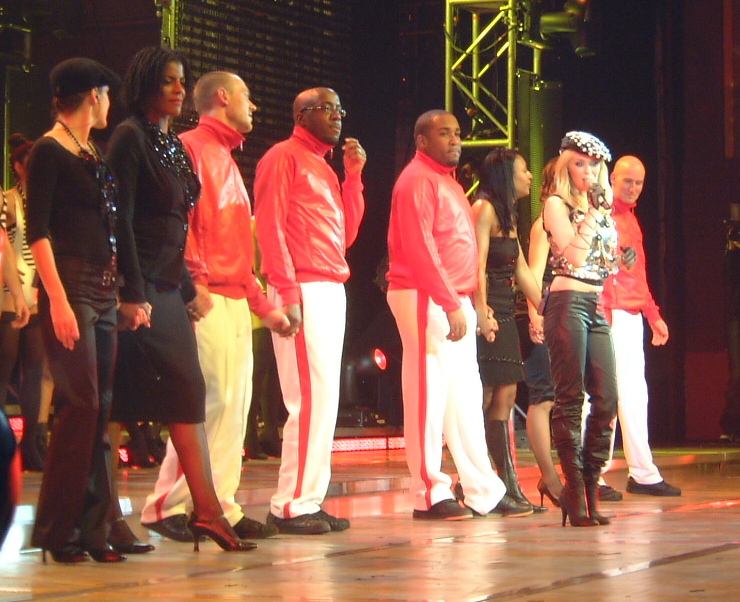
Minogue và đoàn hát vào cuối chương trình.

Trong bài đánh giá chương trình, The Age cho rằng Minogue có thể lột tả hình tượng của Bardot và "biến góc Đông Luân Đôn thành Paris trong một đêm." Andy Battaglia từ A.V. Club khen ngợi khâu dàn dựng cùng các màn trình diễn "sắc bén và rộn rã", dù cảm thấy "có đôi chút bông đùa trên sân khấu khiến nét thẩm mỹ bị hạ bậc." Keith Caulfiel từ Billboard khen ngợi nét "ngông cuồng" của chương trình và cho rằng đây nên là một phần của chuyến lưu diễn trên khán đài "quy mô lớn". Trên Sydney Morning Herald, Greg Hassall cho một đánh giá tích cực đến đêm diễn và nhận thấy "rất nhiều bài hát electro-pop mang ảnh hưởng thập niên 80, với một vài bài hát cũ đưa vào với cách xử lý tốt." People khen ngợi phần hình ảnh nhưng cảm thấy giọng hát của Minogue "được tăng cường một cách điện tử". Craig McLean từ Daily Telegraph gọi Money Can't Buy là một "cuộc đua tour de force thực sự" và đề bật tính nhẹ nhàng của những bài hát từ Body Language so với ở các album khác, mô tả chúng như "nhịp điệu sàn nhảy bình thản và tinh khiết" và "Tất cả đều trông rất kiểu cách và mang nhiều xúc cảm hơn đáng kể so với Sophie Ellis-Bextor." Mclean khen ngợi sự sáp nhập của những bài hát cũ khi chúng mang đến "những đoạn điệp khúc lớn mà cả quốc gia đều yêu mến ở cô" và kết luận đêm diễn "Không có vũ đạo uyển chuyển hay nguyên bản: chỉ có niềm vui ngây ngất của dòng nhạc pop."

## Trình chiếu và ghi hình trực tiếp
Chương trình được truyền tiếp tại AOL.com vào ngày 15 tháng 11 năm 2003. Ngày 22 tháng 11, chương trình lên sóng ITV1 Liên hiệp Anh. Tại Úc, đêm nhạc trình chiếu trên Network Ten vào ngày 24 tháng 11.

### Body Language Live
Chương trình đượghi hình và phát hành dưới dạng DVD vào ngày 12 tháng 7 năm 2004 tại Liên hiệp Anh. Tại Mỹ, DVD phát hành ngày 7 tháng 9. Ngoài các video trình diễn trực tiếp, DVD còn chứa đoạn phim hậu trường, video âm nhạc của "Slow", "Red Blooded Woman" và "Chocolate", cùng hình ảnh nền các màn trình diễn "Chocolate" và "Slow", giấy dán tường và thư viện ảnh.
Tại Úc, Body Language Live chạm mốc 15.000 bản và chứng nhận Bạch kim bởi Hiệp hội Công nghiệp ghi âm Úc (ARIA). Tại Liên hiệp Anh, đĩa chứng nhận Vàng bởi British Phonographic Industry (BPI) vào tháng 3 năm 2005 cho doanh số 25.000 bản. DVD còn xếp hạng tại vị trí thứ 64 ở German Albums Chart.

## Danh sách bài hát
Nguồn:

Màn 1: Paris By Night
- "Still Standing"
- "Red Blooded Woman"
- "On a Night Like This" (Chứa các yếu tố của bài hát "Singin' in the Rain")

Màn 2: Bardello
- "Je T'aime"/"Breathe"
- "After Dark"
- "Chocolate"

Màn 3: Electro
- "Can't Get You Out of My Head"
- "Slow"
- "Obsession"
- "In Your Eyes"

Màn: On Yer Bike
- "Secret (Take You Home)"
- "Spinning Around"

Bài hát lại
- "Love at First Sight"